# Todd Fisher
Todd Emmanuel Fisher (ur. 24 lutego 1958 w Burbank) – amerykański aktor, reżyser, operator i producent filmów telewizyjnych i dokumentalnych.

## Życiorys

### Wczesne lata
Urodził się w Burbank w Kalifornii jako syn piosenkarza pochodzenia żydowskiego Eddiego Fishera (1928–2010) i aktorki Debbie Reynolds (1932–2016). Wychował się ze starszą siostrą Carrie Frances (1956–2016) w wierze protestanckiej. Rok po jego urodzeniu, jej ojciec rozwiódł się z Debbie Reynolds i poślubił aktorkę Elizabeth Taylor. W następnym roku Reynolds poślubiła Harry’ego Karla.
Miał też dwie siostry przyrodnie, córki Eddiego Fishera z innych związków: Joely Fisher (ur. 29 października 1967) i Tricię Leigh Fisher (ur. 26 grudnia 1968), również aktorki.

### Kariera
W 1976 roku ukończył Beverly Hills High School w Beverly Hills i studiował w Southern California Institute of Architecture w Los Angeles, gdzie zdobył profesjonalne doświadczenie w zakresie projektowania architektonicznego i inżynierii dźwięku.
Zajął się projektowaniem architektonicznym i inżynierią dźwięku, a także pracował nad kilkoma projektami, w tym budową scen dźwiękowych i studiów nagrań. Stał się też znany ze swoich działań z matką, jako prezes Debbie Reynolds Hotel & Casino (DRHC), Debbie Reynolds Management Company, Inc. i Debbie Reynolds Resorts, Inc.
Od 2013 roku był dyrektorem generalnym i kuratorem Hollywood Motion Picture Museum, który mieści się w studiu Debbie Reynolds (DR Studios) w North Hollywood i na jego farmie w Creston w Kalifornii.

## Wybrana filmografia

### obsada aktorska
- 1959: A Visit with Debbie Reynolds (film krótkometrażowy) jako dziecko
- 1963: Hollywood Without Make-Up (film dokumentalny) w roli samego siebie
- 1969: Debbie Reynolds and the Sound of Children (TV) jako Cub Scout
- 1981: Nightlight (serial Trinity Broadcasting Network) jako Reverend Hype
- 2001: These Old Broads (TV) jako Timothy
- 2012: Hollywood Treasure w roli samego siebie

### operator filmowy
- 1988: Find Your Way Back: A Salute to the Space Shuttle (film dokumentalny wideo)
- 1989: Blue Angels: A Backstage Pass (film dokumentalny wideo)
- 2002: Cinerama Adventure (film dokumentalny)
- 2013: South Dakota

### reżyser
- 1991:  Movie Memories with Debbie Reynolds (serial TV series – 12 odcinków)

### redagowanie
- 1994: Twogether

### producent
- 1994: Twogether
- 2017: Bright Lights: Starring Carrie Fisher and Debbie Reynolds (film dokumentalny HBO)